# Théories sur l'origine de Christophe Colomb
Pour les articles homonymes, voir Christophe Colomb (homonymie).

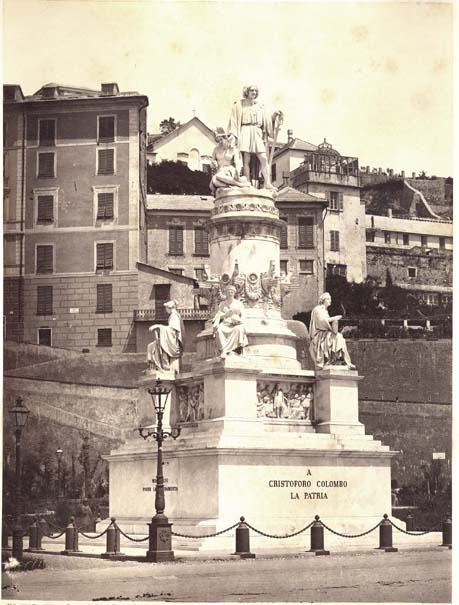
Monument à Christophe Colomb, à Gênes, vers 1860.

Parmi les différentes théories sur l'origine de Christophe Colomb, celle affirmant ses origines génoises en Ligurie est reconnue par une grande majorité des historiens depuis la fin du XIXe siècle, et encore plus depuis la publication en 1931 de l'ensemble des documents d'archives disponibles dans le volume Cristoforo Colombo : Documenti e prove della sua appartenenza a Genova.
De nombreuses théories alternatives sont émises, soutenues par certains historiens, universitaires ou amateurs,  d'une origine catalane, judéo-espagnole, portugaise, corse ou autres du navigateur.
La controverse peut concerner trois points : le lieu de naissance de Christophe Colomb, éventuellement son ascendance, voire son identité réelle.

## Contexte et théorie sur l'origine génoise
L'origine génoise de Christophe Colomb est avancée par une grande majorité d'historiens et d'universitaires. Les deux principales premières biographies de Colomb ont été considérées comme une vérité littérale par des centaines d'écrivains, en grande partie parce qu'elles ont été écrites par des personnes étroitement associées soit à Colomb soit à ses écrits. Présentant de sérieuses lacunes en matière de preuves, elles maintiennent l'origine génoise de Colomb malgré l'absence d'un dossier complet à ce sujet.
Certains des lacunes, contradictions et mystères demeurant encore dans sa biographie sont causés par Colomb lui-même : Hernando Colón (fils du navigateur), dans son (es)Historia del almirante Don Cristóbal Colón (entre 1537 et 1539), déclare que son ancêtre ne voulait pas que son origine et sa patrie soient connues. Aussi, le roi Carlos V fait-il défense à Hernando, bibliophile et chercheur, de poursuivre ses recherches des origines de son père, tel qu'exposé dans le volume XXXIII du « Boletin de la Real Academia de la historia de Madrid » de l'année 1898.
La confusion initiale, ainsi que la perte ultérieure de documents ou même la falsification de documents, déjà pratiquée par les descendants de Colomb, sont des faits qui ont contribué, avec d'autres raisons plus politiques qu'historiographiques, à l'émergence de multiples hypothèses quant au lieu de naissance de Colomb.
Comme l'a écrit Samuel Eliot Morison dans sa biographie de Colomb : « (...) personne du vivant de l'Amiral ou pendant les trois siècles qui ont suivi sa mort n'a eu le moindre doute quant au lieu de sa naissance. Par la suite, des hypothèses audacieuses ont fait de lui un Castillan, un Catalan, un Corse, un Grec, un Arménien. »

## Théories sur une origine catalane
Plusieurs chercheurs ont remarqué que Christophe Colomb supposément génois correspond essentiellement en latin et en espagnol, même avec ses amis italiens,.

### Origine barcelonaise
Cette théorie soutenue par plusieurs historiens, est notamment avancée par le Péruvien Luis Ulloaen 1927 dans Christophe Colomb catalan. La vraie genèse de la découverte de l'Amérique et les Américains Wilford R. Anderson, Estelle Irizarry et Frederick J. Pohl[réf. nécessaire].
Elle a été défendue en 2008 par Charles J. Merrill, diplômé de l'université Duke, professeur de langues européennes et d'études médiévales à l'université Mount St. Mary's aux États-Unis, spécialiste de littérature catalane médiévale. Lui et son équipe ont passé une année à étudier les origines de Christophe Colomb à Cerbère (Pyrénées-Orientales)[pas clair], à la frontière franco-espagnole.
Dans Colom of Catalonia: Origins of Christopher Columbus Revealed (Demers Books, 2008), il soutient que Christophe Colomb était catalan, issu d'une famille de Barcelone hostile à la Couronne d'Aragon. Comme Luis Ulloa, il pense que le navigateur est issu de la famille Columbus[Qui ?], adversaire de Jean II d'Aragon, père de Ferdinand le Catholique, au cours de la guerre civile catalane (1462-1472). Merrill affirme également que la langue maternelle de Colomb était le catalan[réf. nécessaire].

### Origine majorquine
À la suite du travail de Lluís Ulloa, des historiens de l'île de Majorque, comme Gabriel Verd Martorell et Joan Cerdà, ont émis l'hypothèse que Christophe Colomb serait né dans cette île, précisément à Felanitx. Le travail scientifique d’analyses génétiques conduit par l’équipe menée par José Antonio Lorente penche pour une origine juive, soit aux Baléares, soit à Valence,, (voir infra).
Colomb a utilisé les cartes de Jehuda Cresques, fils du célèbre cartographe majorquin juif Abraham Cresques,.
Aucun élément historique sérieux n'atteste cette théorie[réf. souhaitée].

## Théories sur une origine judéo-espagnole

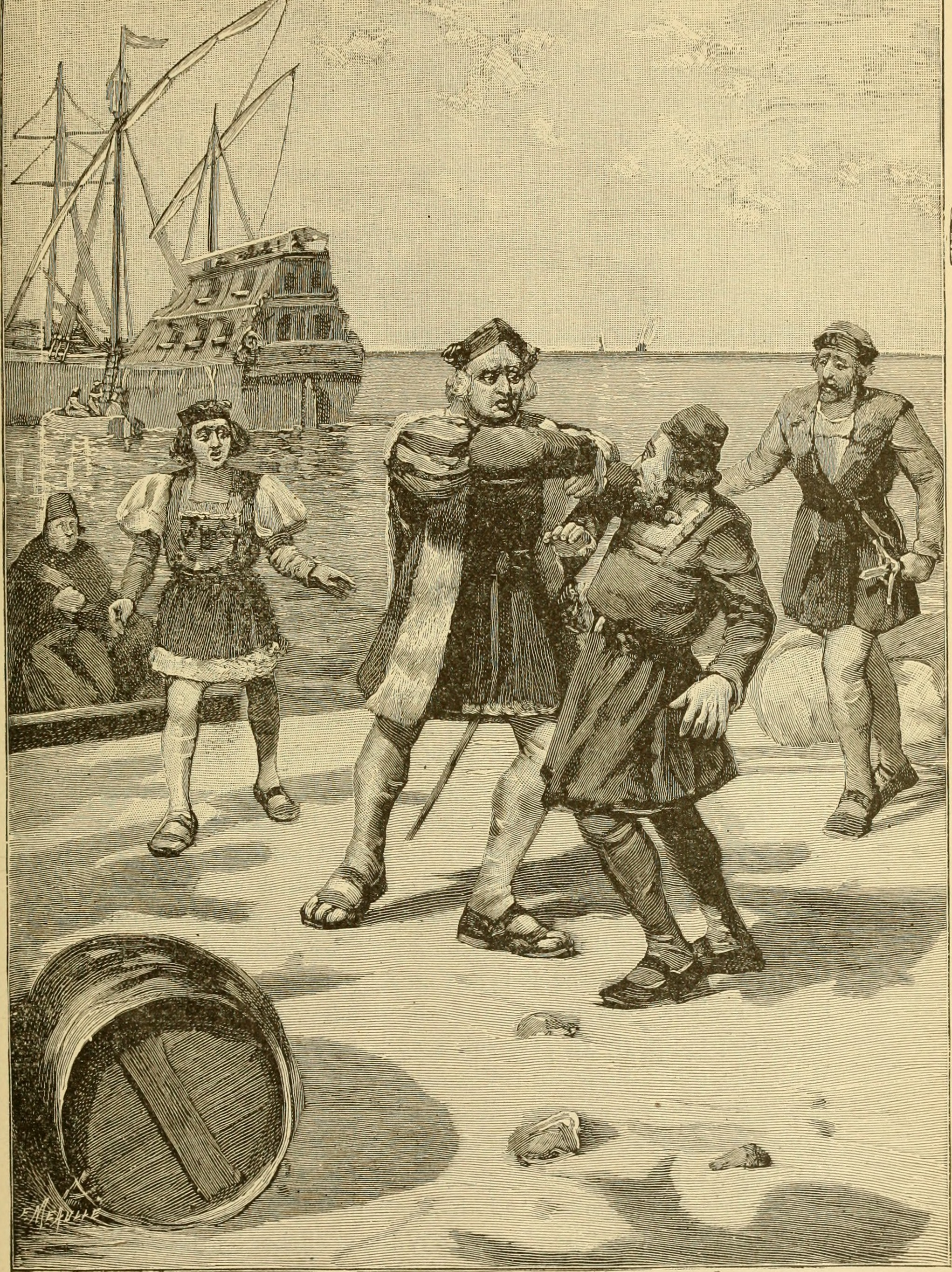
Illustration antisémite intitulée « Colomb frappe le Juif » in America, from discovery in 1942 to the present time(1894)

### Une famille juive de Pontevedra
Selon certains historiens, juifs ou pas, Christophe Colomb (Cristobal Colon) était le fils de Susanna Fontanarossa (ou Fontanarosa) et de Domingo Colon, de Pontevedra en Galice. En Espagne, le patronyme « Colón » est porté notamment par des Juifs et certains d'entre eux ont été déférés devant l’Inquisition pour crypto-judaïsme,,.

### Une famille judéo-espagnole réfugiée à Gênes
Le fait d'attribuer à Colomb une origine génoise n'empêche pas certains historiens d'envisager une origine judéo-espagnole plus ancienne.
Le premier a été Salvador de Madariaga dans son livre Christophe Colomb publié en France en 1952. Selon lui, la famille Colomb serait une famille juive de Galice en Espagne refugiée à Gênes après avoir fait partie des « nouveaux chrétiens » ou conversos, juifs convertis au christianisme, souvent soupçonnés d'avoir fait une fausse conversion.
Cette hypothèse s'appuie notamment sur des lettres et autres manuscrits qui contiennent des caractères et des termes d'origine hébraïque, qu'on retrouve dans le dialecte ladino,,. Cette hypothèse est notamment reprise dans le livre Jewish Pirates of the Caribbean d’Edward Kritzler, en 2009.

### La thèse de Simon Wiesenthal

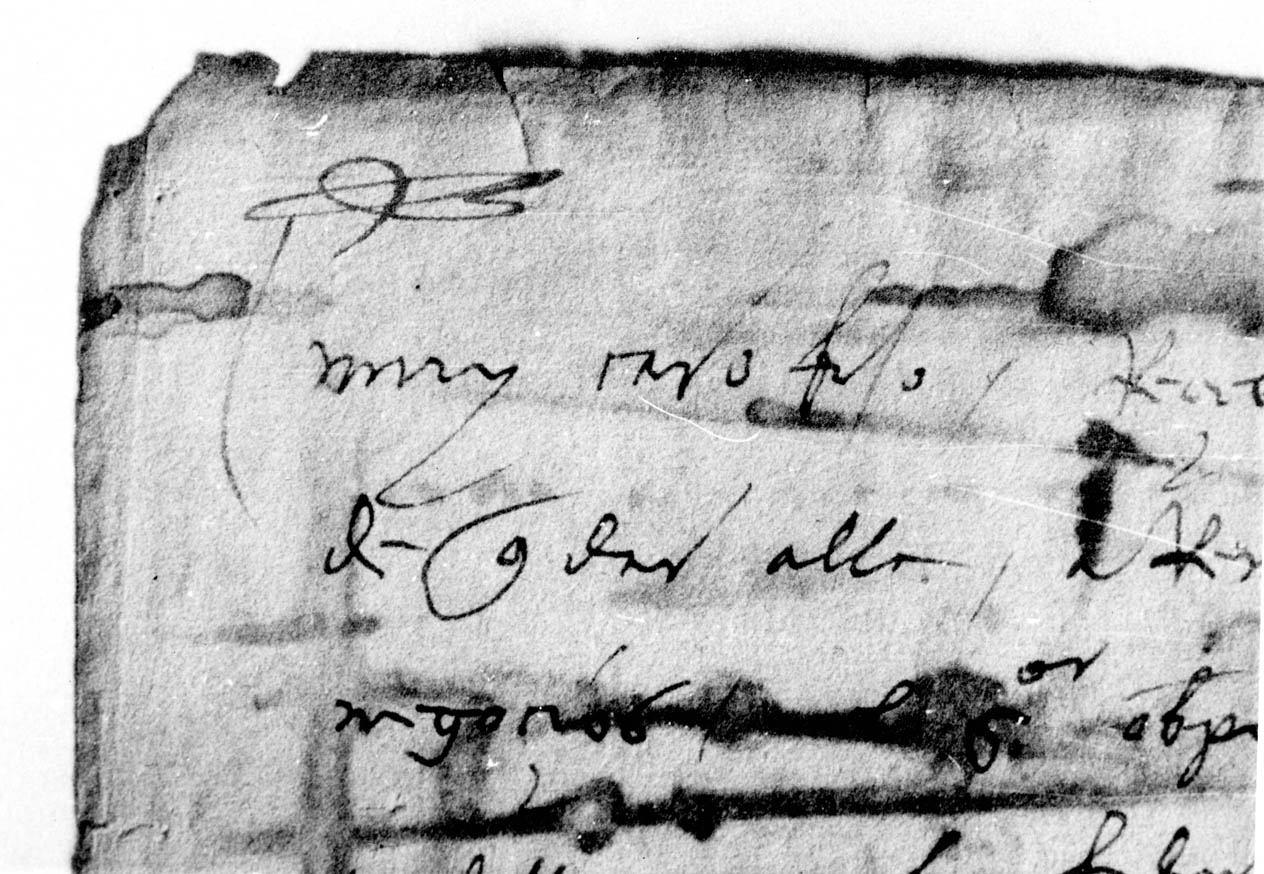
Détail d'une lettre de Christophe Colomb adressée à son parent Diego Colomb avec les lettres hébraïques bet et haï dans le coin supérieur gauche.

Simon Wiesenthal, le « chasseur de nazis », a écrit un livre sur Christophe Colomb, Sails of Hope: The Secret Mission of Christopher Columbus (1973), qui part dans une autre direction : pour lui, le projet de Colomb est fondé sur son judaïsme. Il suppose que Colomb était un séfarade soucieux de cacher son judaïsme, et désireux de trouver un lieu de refuge pour ses coreligionnaires persécutés.
Wiesenthal pense notamment que l'idée de Colomb de naviguer vers l'ouest pour atteindre les Indes était moins le résultat des théories géographiques de l'époque que de sa foi dans certains textes bibliques, en particulier le Livre d'Isaïe, dont il cite à plusieurs reprises deux versets : « Car les îles espèrent en moi, Et les navires de Tarsis sont en tête, Pour ramener de loin tes enfants, Avec leur argent et leur or. » (60:9) et « Car je vais créer de nouveaux cieux Et une nouvelle terre » (65:17). Selon Wiesenthal, Colomb a estimé que ses voyages avaient confirmé ces prophéties.
Le fait qu'il émaille certains de ses courriers de dates et mots en hébreu et que dans le coin supérieur gauche des lettres adressées à son parent Diego, Christophe Colomb place une anagramme composée des lettres Bet et Haï de l'alphabet hébraïque, qui peut être comprise comme une abréviation de Baruch Hashem (Loué soit le Seigneur) ou de Be’Ezrat HChem (Avec l'aide de Dieu), donne plus arguments aux défenseurs de la théorie de l'origine juive de l'explorateur.
Colomb étant un homme cultivé, ses connaissances relatives à la religion juive peuvent s'expliquer, à une époque où les érudits étaient communément latinistes, hellénistes et hébraïsants.
Le livre de 1986 de l'historienne Sarah Leibovici, Christophe Colomb juif : défense et illustration, va également dans le sens de l'origine juive de Colomb.

### La thèse de José Antonio Lorente
Le documentaire L'ADN de Colomb, sa véritable origine, diffusé le 17 octobre 2024 par la chaîne espagnole RTVE, révèle les conclusions de l'étude du scientifique José Antonio Lorente, professeur de médecine légale de l'université de Grenade, menée pendant vingt-deux années avec trois équipes internationales, en analysant notamment l'ADN (« partiel mais suffisant ») de Christophe Colomb et celui de son fils Hernando Colón,.
Son étude notamment du chromosome Y (mâle) et de l'ADN mitochondrial (transmis par la mère) d'Hernando détermine avec une quasi-certitude que Christophe Colomb était un juif séfarade de « Méditerranée occidentale », né en Europe de l'Ouest « dans l’arc méditerranéen espagnol ou dans les îles Baléares »,.
Selon l'ancien président du Centre d'études Colombins de Barcelone, Francesc Albardaner, dont les recherches soutiennent et corroborent le travail scientifique de Lorente, Colomb était « juif de culture, juif de religion, juif de nation et surtout de cœur, car cet homme respire le judaïsme dans ses écrits ».
Les travaux de Lorente confirment en outre que l'explorateur repose dans la cathédrale de Séville en Espagne,.

## Théories sur une origine portugaise

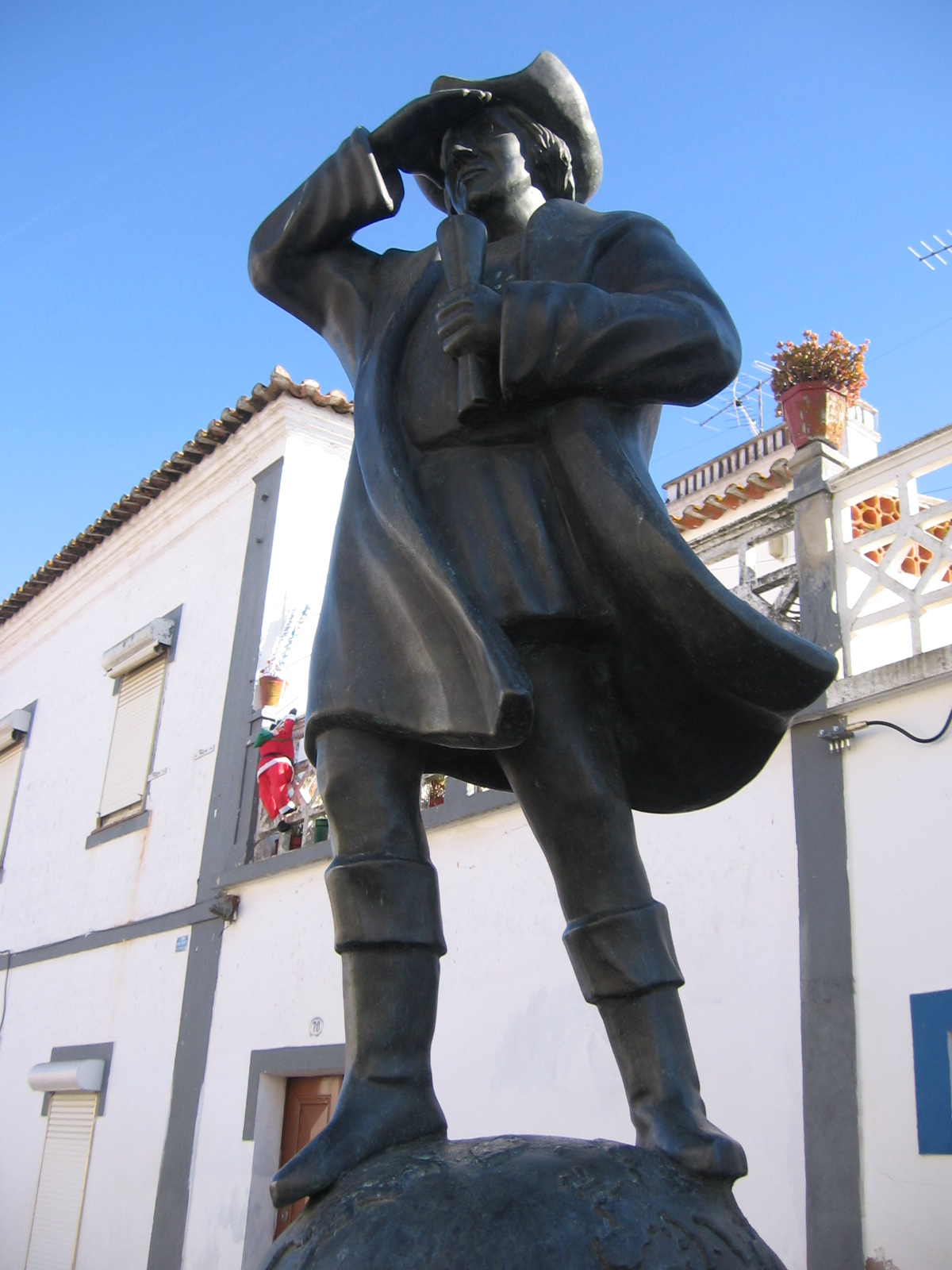
Statue de Christophe Colomb à Cuba

Dès le début du XXe siècle, plusieurs auteurs portugais soutiennent une origine portugaise de l'amiral Colomb, dont (pt) Patrocinio Ribero, , Joaquim Coelho de Carvallo, G.L. dos Santos Ferreira,, Mariano Luciano Da Silva, Augusto Mascarenhas Barreto ou Manuel da Silva Rosa (pt).

### Augusto Mascarenhas Barreto

#### Son point de vue: Colomb = Salvador Fernandez Zarco
Selon Augusto Mascarenhas Barreto Christophe Colomb aurait été Salvador Fernandes Zarco, noble illégitime natif de la ville de Cuba au Portugal, et petit-fils du seigneur féodal catholique João Gonçalves Zarco, ancien navigateur portugais découvreur de l'archipel de Madère. Il aurait transformé son nom en « Colomb » par cryptogrammes latins et hébreux et aurait été un espion au service du roi portugais Jean II, dans une mission ayant pour objectif de détourner les Espagnols de leur recherche d'un passage vers l'Inde.
Colomb serait une forme latinisée de son nom d'espion. Dans sa signature hiératique, est lisible « Xpo Ferens ». Xpõ signifiant Christ en grec et Ferens porté en latin, donc « le porteur de Christ »). Il associe la référence de « Christ » à son propre nom (le Christ est venu au monde comme un messie ou un sauveur, salvador en portugais). De même, l'expression Ferens issue de son sigle s'associe également à Fernandes et à son monogramme le plus utilisé où les lettres S, F et Z sont discernées (pour « Salvador Fernandes Zarco »).
Cette théorie a été reprise par le cinéaste Manoel de Oliveira dans son film Cristóvão Colombo - O Enigma (Christophe Colomb, l'énigme) en 2008. Elle a également inspiré le journaliste et écrivain José Rodrigues dos Santos pour son livre O codex 632.

#### Critique
Deux critiques de ce livre ont été publiées dans la littérature scientifique : 
« Like so many others, Barreto claims to have penetrated the mist that surrounds Columbus. Like so many others, he has found it easy to pluck a détail from here and a détail from there in support of his thesis. As with so many others, this tendentiously Autolycan methodology can only remain inadéquate to the task of fashioning a Columbus to taste. »
« Comme tant d'autres, Barreto affirme avoir découvert les mystères qui entourent Colomb. Comme tant d'autres, il a trouvé commode de picorer des détails ici et là pour appuyer sa théorie. Et comme tant d'autres, cette méthodologie « Grandgousier » ne peut qu'être qu'inadéquate pour déguster un « mets » aussi délicat que Colomb. »
« This book is filled with unconventional speculation and circumstantial evidence. The author has a vivid imagination. Reading this book is somewhat like reading an espionage novel: if you do not take it seriously, it makes the book fun to read. »
« Ce livre est rempli de spéculations non conventionnelles et de preuves circonstancielles. L'auteur a une imagination fertile. La lecture de ce livre tient un peu de la lecture d'un roman d’espionnage : si vous ne le prenez pas au sérieux, le livre est amusant à lire. »
Dès la sortie du livre de Barreto, Luis de Albuquerque (1917-1992), qui a été directeur d'études à l'École des hautes études en sciences sociales, a dressé la liste, dans le chapitre X de son livre Dúvidas e Certezas na História dos Descobrimentos Portugueses, de toutes les théories connues concernant l'origine portugaise de Christophe Colomb, utilisées par Mascarenhas Barreto pour écrire en une dizaine de mois sa compilation de textes sur les pseudo origines portugaises de Colomb.

### Manuel da Silva Rosa: Colomb = Segismundo Henriques, fils de Ladislas III
Manuel da Silva Rosa (pt) dans son livre O Mistério Colombo Revelado (en français Le mystère Colomb révélé) a montré que cette théorie n'avait aucune base documentée et a proposé que Colomb était le prince Segismundo Henriques, né sur l'île de Madère et fils du roi Ladislas III. Selon l'historien portugais, le roi polonais ne serait pas mort à la bataille de Varna et se serait réfugié sur cette île après sa défaite contre les Ottomans.

## Théories sur une origine corse

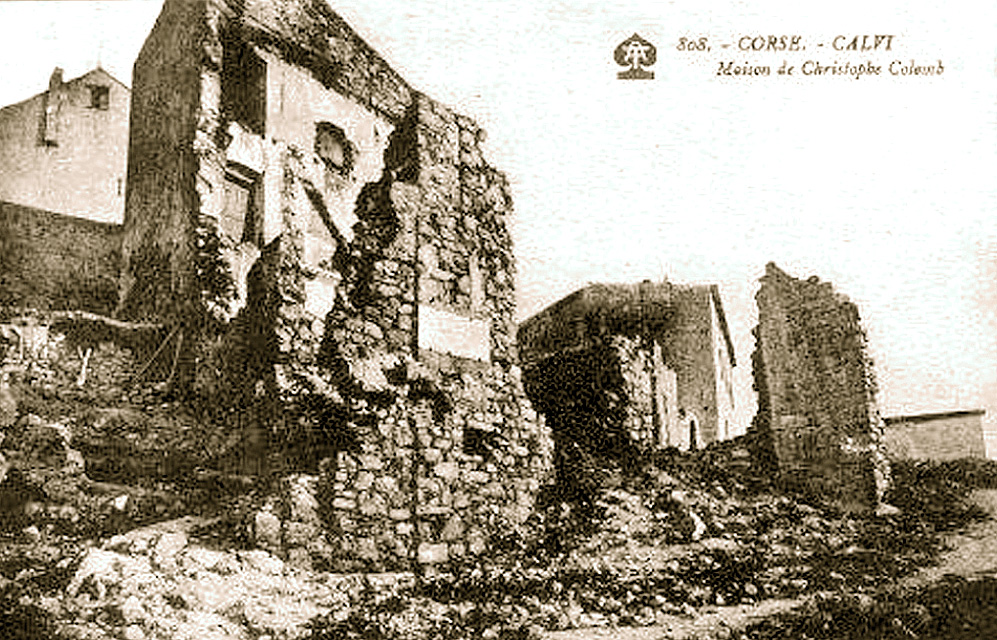
Maison natale de Colomb à Calvi, en Haute-Corse, citadelle génoise à l'époque.

Au XVe siècle, la Corse était une dépendance de Gênes.
Un ouvrage est publié au XIXe siècle avançant l'origine corse de Colomb.

### Calvi
Une hypothèse corse, précisément calvaise, se matérialise par la « maison natale de Christophe Colomb » aujourd'hui lieu touristique situé dans la citadelle de Calvi. Cette naissance insulaire fait l'objet de nombreuses publications depuis la fin du XIXe siècle. Elle est notamment signalée dans une page concernant la Balagne.
En 2020, Michel Vergé-Franceschi et Olivier Bianconi publient un essai intitulé "Christophe Colomb calvais entre mythe et réalité" aux Éditions Alain Piazzola dans lequel ils infirment l'hypothèse calvaise et exposent, depuis le XVIe siècle, les raisons historiques à l'origine de cette mystification. 
En 2021, Nicolas Balutet dans un ouvrage entièrement consacré à la question, confirme qu’il s’agit d’une affabulation trouvant encore aujourd'hui un rayonnement populaire.   

### Le Niolu
Une autre hypothèse corse se trouve dans un livre de Victor Geronimi, Christophe Colomb Corse du Niolu 1445-1506 (2017), qui affirme que, historiquement et génétiquement, il ne peut être ni génois ni catalan, ni majorquin ni calvais, mais que, par la toponymie, la tradition orale et l'histoire du chroniqueur et historien Giovanni Della Grossa, il est originaire de la contrée du Sia qu'il dû quitter en 1459. C'est là en effet que se situe la forêt de Culombu et valle Ruje (rojo ou rubra)[pas clair] dont il a pris le nom en s'exilant telle une adresse[pas clair] du fait de circonstances dramatiques[réf. nécessaire]. Cela est aussi démontré par ses différentes signatures avec l'apostrophe : « Cristophor' Colon[réf. nécessaire] » pour indiquer sa provenance géographique, lieu méconnu à l'époque. Ce sont des dépaissaces des bergers de Calacuccia des yeronimus a la tour du rujulacciu et dont il indiquait avec sa signature.[pas clair] iI était du Niolu, allié au Leca de Cinarca[Qui ?] pro-aragonais en guerre contre le Génois Antonio Spinola[Qui ?] qui détruisit le Sia et la forêt de Culombu pour en faire la Balagne, comme on l'a appelée par la suite.

## Autres origines alléguées
Il existe d'autres théories relatives à son origine , qui semblent avoir peu de fondement : origines anglaise, espagnole de Séville, espagnole de Guadalajara, d'Estrémadure de Plasence, basque, grecque, norvégienne ou croate.

### Travaux généraux
- (it) Carlo Cuneo, Memorie sopra l'antico debito pubblico: Mutui, compere e Banca di S. Giorgio in Genova, Gênes, Imprimerie Sordo Muti, 1842, disponible en ligne
- (en) Michele Fratianni, Did Genoa and Venice kick a financial revolution in the quattrocento?, septembre 2005.

### Sur Christophe Colomb
- Marianne Mahn-Lot, Christophe Colomb, Seuil, 1960
- Samuel Eliot Morison, Christophe Colomb, Amiral de la Mer océane, Neuilly-sur-Seine, Saint-Clair, 1974.
- Jacques Heers, Christophe Colomb, Hachette, 1981
- (es) Luis Arranz Márquez, Cristóbal Colón: misterio y grandeza, Marcial Pons Historia, 1986 puis 2006,  (ISBN 978-84-96467-23-1). Lire en ligne
- (en) Eric James Steele, Unmasking Columbus, 2006.

### Sur ses origines

#### Gênes
- Cristoforo Colombo : Documenti e prove della sua appartenenza a Genova, 1931
- « Gênes va-t-elle perdre le plus illustre de ses fils ? », Géo, septembre 2022 [notamment aperçu des recherches ADN sur la famille Colomb]

#### Ascendance juive
- Salvador de Madariaga, Christophe Colomb, Paris, Calmann-Lévy, 1952,  (ISBN 978-2-266-04727-2)
- Tina Levitan, Jews in American Life, New York, 1969, p. 5 ; Cecil Roth, Personalities and Events in Jewish History, Philadelphie, 1953, p. 192-211.
- (en) Simon Wiesenthal,Sails of Hope: The Secret Mission of Christopher Columbus, New York, Macmillan, 1973
- Sarah Leibovici, Christophe Colomb juif : défense et illustration, Paris, Maisonneuve, 1986. Postface de Shmuel Trigano.
- Edward Kritzler, Jewish Pirates of the Caribbean, Anchor, 2009,  (ISBN 978-0767919524)
- Pr. José Antonio Lorente, in Colón ADN. Su verdadero origen, sur RTVE (documentaire), 2024  [Recherches ADN sur Colomb et sa famille]

#### Catalogne
- Charles J. Merrill, Colom of Catalonia: Origins of Christopher Columbus Revealed, Demers Books, 2008
- Gérard Garrigue, Christophe Colomb le Catalan, Confluences, 1992.

#### Portugal
- Augusto Mascarenhas Barreto, Le Portugais Christophe Colomb, agent secret du roi Dom João II, Lisbonne, Referendo, 1988, 600 p.
- Luis de Albuquerque, Dúvidas e Certezas na História dos Descobrimentos Portugueses, 2 volumes, Lisbonne, Vega, 1990-1991
- Manuel da Silva Rosa, O Mistério Colombo Revelado

#### Corse
- Nicolas Balutet, Christophe Colomb et la Corse. La « possibilité d'une île » ?, Paris, Classiques Garnier, 2021.
- Victor Geronimi, Christophe Colomb Corse du Niolu 1445-1506, Bravone, 2017

#### Autres
- Roger Duprat, Christophe Colomb était français. Essai sur l'identité du découvreur, Paris, Godefroy de Bouillon, 1997, 150p. Notice BNF.